# Textier
Textierul (uneori numit și compozitor) este un autor de texte pentru muzică.